# Bekännelser
Bekännelser (latin: Confessiones) är ett verk från omkring år 397 av Augustinus (354-430). Verket anses vara världens första egentliga självbiografi, och skildrar författarens ungdom och första tid som kristen. Den skrevs på latin.
Bekännelser är indelad i tretton böcker, vilka i sin tur är kapitelindelade. Förutom rent biografiskt stoff, som upptar merparten av verket, innehåller den som en avrundning Augustinus uppfattning om minnet, bikt och kunskapen, hur Gud verkar för människans lycka, treenigheten, en teologisk och allegorisk tolkning av Första Mosebok, med mera.

## Översättningar till svenska
- Bekännelser om sig sjelf. Översättning av Anders Källström. 1860
- Augustini bekännelser På svenska med en inledning af Nathan Söderblom. 1905
- Augustinus' Bekännelser om sin omvändelse. (Omfattar de nio första böckerna.) Översättning av Sven Lidman. 1921
- Augustini confessiones. Urval med inledning och kommentar av Gerhard Bendz. 1941
- Bekännelser. Översättning av Sven Lidman. 1958, 1962, 1971
- Bekännelser. Översättning av Bengt Ellenberger. 1990
- Augustinus bekännelser. Översättning av Bengt Ellenberger. 2:a upplagan 2003